# Antoine IV. d’Estrées

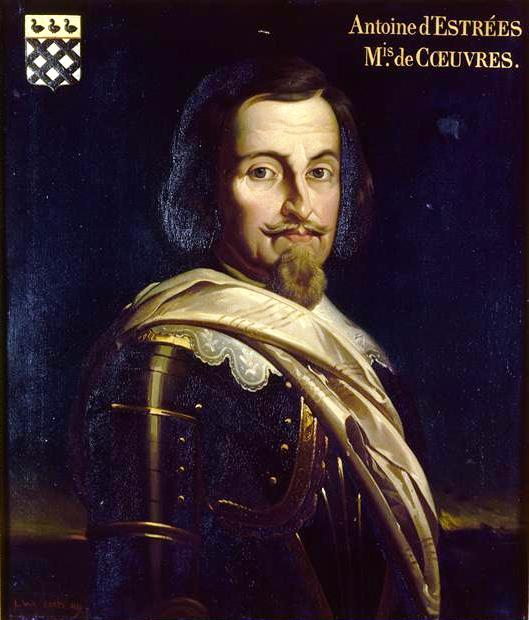
Antoine IV. d’Estrées (Phantasieporträt eines unbekannten Malers, französische Schule des 19. Jahrhunderts, Paris, Musée de l’Armée)

Antoine IV. d’Estrées (* um 1529; † 11. Mai 1609) war ein französischer Adliger und Militär. Er ist vor allem bekannt als Vater von Gabrielle d’Estrées.
1568 wurde er Ritter im Ordre de Saint-Michel und 1578 Ritter im Ordre du Saint-Esprit (eine von 24 Ernennungen Heinrichs III.). Er war Gouverneur, Seneschall und Erster Baron des Boulonnais, Vicomte de Soissons und Vicomte de Bercy, Seigneur, Châtelain et Marquis de Cœuvres, Gouverneur von La Fère, Gouverneur von Paris und Île-de-France, Großmeister der Artillerie von Frankreich (von Heinrich IV. bei der Belagerung von Amiens (1597) ernannt).

## Herkunft
Antoine d’Estrées gehört zur Familie Estrées. Er ist der Sohn von Jean I. d’Estrées, Comte d’Orbec, Seigneur de Cœuvres, und Catherine de Bourbon-Vendome-Ligny (um 1580–um 1630), Tochter von Jacques de Bourbon, Bâtard de Vendôme (Sohn des Grafen Jean VIII. de Bourbon, comte de Vendôme und seiner Mätresse Philippote de Gournay).

## Militärkarriere
Antoine d’Estrées stand im Dienst von drei französischen Königen: Karl IX., Heinrich III. und Heinrich IV. Er begann als Steuereinnehmer in Orbec, kämpfte bei der Belagerung von Metz durch Karl V., bei der Schlacht bei Saint-Quentin (1557), bei der er in Gefangenschaft geriet, und bei der Schlacht bei Moncontour (1569), wo er die Artillerie in Abwesenheit seines Vaters kommandierte.
1569 wurde er Kapitän einer Armeeeinheit von 50 Männern in Beaulieu-lès-Loches. Er wurde zum Capitaine général der Artillerie als Krankheitsvertretung für seinen Schwiegervater Jean Babou ernannt, dem Nachfolger seines Vaters Jean d’Estrées.
Am 6. Januar 1570 wurde er Premier Gentilhomme des minderjährigen François-Hercule de Valois, duc d’Alençon, drei Tage später Gouverneur der Apanage des Herzogs (Évreux, Conches-en-Ouche, Breteuil, Passa und Beaumont, der Grafschaften Dreux und Le Perche.). Am 9. Juli 1570 legte er in Gaillon den Eid als Berater des Königs in dessen Conseil privé ab.
1576 wurde er zum Kapitän und Gouverneur von Boulogne und dem Boulonnais ernannt. 1578 erhielt er vom König 50.000 Livre als Anerkennung für seine „großen und bemerkenswerten Dienste“.
1585 wurde Coeuvres zum Marquisat erhoben und er zum ersten Marquis de Coeuvres ernannt. 1586 wurde er Generalleutnant der Picardie, 1591 Gouverneur von Noyon und La Fère.
1592 wurde seine Tochter Gabrielle die Mätresse Heinrichs IV., von 1593 bis 1594 war Antoine d’Estrées dann Gouverneur von Paris und der Île-de-France. 1597 wurde er in Pas-en-Artois zum Großmeister der Artillerie von Frankreich ernannt.
Im April 1599 starb Gabrielle d’Estrées. Antoine d’Estrées trat in der Folge von seinen Ämtern zurück. Er starb zehn Jahre später.

## Ehe und Nachkommen
Antoine d’Estrées heiratete am 14. Februar 1559 in Chartres Françoise Babou de La Bourdaisière (* um 1542), Tochter von Jean Babou, Seigneur de La Bourdaisière, Comte de Sagonne und Großmeister der Artillerie Frankreichs, und Françoise Robertet. Sie wurde am 9. Juni 1592 in Issoire bei einem Aufruhr im Zusammenhang mit den Auseinandersetzungen der Heiligen Liga ermordet, ebenso wie ihr Liebhaber Yves IV. d’Alègre, der Gouverneur der Stadt.
Kinder, die Antoine d’Estrées von Françoise Babou bekam, sind:
- Marie-Catherine (* 1562, † vor 1565).
- Françoise (1564–1669); ⚭ Charles, Comte de Sanzay, Baron de Tupigny, erblicher Vicomte de Poitou
- Marguerite (* 1565); ⚭ 7. Juli 1585 Gabriel Bournel, Baron de Mouchy, Seigneur de Namps et d’Esteenbecque
- Diane (1566–1618), ⚭ 17. Juni 1596 in Paris Jean de Montluc, Seigneur de Balagny, Marschall von Frankreich, Gouverneur von Cambrai, († Juni 1603), unehelicher und anerkannter Sohn von Jean de Monluc, Bischof von Valence, und Anne Martin[4]; aus ihrer Verbindung mit Bernard de Nogaret de La Valette d’Épernon, Herzog von Épernon wurde sie Mutter von Louise de La Valette, Äbtissin von Sainte-Glossinde in Metz
- Gabrielle (um 1571–1599), Mätresse Heinrichs IV., Mutter von César de Bourbon, duc de Vendôme
- François-Annibal (um 1573–1670), Marschall von Frankreich
- François Louis (1575–20. Juni 1594), Marquis de Cœuvres, Mestre de camp des Régiment de Picardie, wurde bei der Belagerung von Laon getötet
- Angélique († 1634), Nonne in Saint-Louis de Poissy, dann Äbtissin von Sainte-Marie de Berteaucourt im Bistum Amiens; Heinrich IV. ernannte sie 1597 zur Äbtissin von Maubuisson; sie trat 1618 zurück und starb 1634 in Paris im Convent des Cordelières, wo sie auch bestattet wurde.
- Julienne-Hippolyte; ⚭ Ehevertrag 7. Januar 1597, Georges de Villars-Brancas, duc de Villars et baron d’Oise, Gouverneur von Le Havre-de-Grâce
- Marie Françoise (um 1590–1669); ⚭ Charles, Comte de Sanzay, Baron de Tupigny, erblicher Vicomte de Poitou